# Raide na base aérea de Brak El-Shati
Raide na base aérea de Brak El-Shati foi um ataque perpetrado em 18 de maio de 2017 pelas forças insurgentes de Misrata (com o auxílio das Brigadas de Defesa de Bengazi) contra a base aérea de Brak al-Shati, onde o Exército Nacional Líbio foi surpreendido, causando uma batalha que deixou 141 mortos entre soldados e civis. As tropas do Governo do Acordo Nacional nesse mesmo dia, sem declaração prévia de agressão, bombardearam áreas ao redor da base para evitar a reordenação do exército. Este último ataque foi categoricamente negado pelos representantes políticos do Governo do Acordo Nacional. 

## Consequências
Uma reunião prevista entre o Governo do Acordo Nacional e a Câmara dos Representantes foi cancelada devido à suposta participação do primeiro no ataque. O ministro da Defesa da Governo do Acordo Nacional, Al-Mahdi Al-Barghathi, foi suspenso pelo primeiro-ministro Fayez al-Sarraj, após as alegações de seu envolvimento. Barghathi negou envolvimento, afirmando que o ministério nunca ordenou o ataque. 
Por seu turno, nos dias seguintes o Exército Nacional Líbio lançou ataques aéreos contra locais militantes no distrito de Jufra.